# Сасо ди Касталда
Сасо ди Касталда (итал. Sasso di Castalda) је насеље у Италији у округу Потенца, региону Базиликата.
Према процени из 2011. у насељу је живело 701 становника. Насеље се налази на надморској висини од 914 м.

## Становништво
Према резултатима пописа становништва 2011. у општини је живело 831 становника.
| 1931. | 1936. | 1951. | 1961. | 1971. | 1981. | 1991. | 2001. | 2011. |
| ----- | ----- | ----- | ----- | ----- | ----- | ----- | ----- | ----- |
| 1.186 | 1.304 | 1.410 | 1.293 | 1.178 | 1.188 | 1.115 | 871   | 831   |